# Anzick-1
Anzick-1 è il fossile di un bambino paleoindiano (1-2 anni) i cui resti furono rinvenuti nel Montana centro-meridionale, negli Stati Uniti, nel 1968.

## Descrizione
Anzick-1 è stato datato a 12.990-12.840 anni fa. Il bambino fu trovato con oltre 115 strumenti in pietra e corna di cervo, ricoperti di ocra rossa, il che suggerisce una sepoltura intenzionale. Anzick-1 è l'unico essere umano i cui resti sono associati alla cultura Clovis ed è il primo genoma antico nativo americano ad essere completamente sequenziato.
L'analisi paleogenomica dei resti ha rivelato un'ascendenza siberiana e una relazione genetica più stretta con i moderni nativi americani dell'America centrale e meridionale rispetto a quelli del Nord America.
La scoperta di Anzick-1 e la successiva analisi sono state controverse. I resti sono stati rinvenuti su terreni privati, quindi il loro studio non richiedeva il rispetto del Native American Graves Protection and Repatriation Act (NAGPRA). Tuttavia, alcuni membri di una tribù di nativi americani del Montana ritennero di dover essere consultati prima che i ricercatori intraprendessero l'analisi dello scheletro e del genoma del bambino. La legge dello Stato del Montana richiede la consultazione con i nativi americani in merito alla disposizione di resti scheletrici antichi.
Dopo la consultazione, Anzick-1 fu riseppellito il 28 giugno 2014 nella valle del fiume Shields in una cerimonia intertribale. I numerosi manufatti Clovis associati alla prima sepoltura sono conservati presso la Montana Historical Society di Helena, nel Montana.